# Necrochorume
Necrochorume (do grego antigo  νεκρός nekrós, "cadáver" + chorume) é o tipo de chorume produzido durante a decomposição dos cadáveres nos cemitérios, composto sobretudo pela cadaverina, uma amina (C5H14N2) de odor fétido, subproduto da putrefação. Também pode ser chamado, dependendo do contexto (ciências ambientais, medicina forense, etc.), de liquame funerário, putrilagem, miasma, lixiviados de sepulturas, terriço  ou "líquido da coliquação".

## Características
O necrochorume é um líquido viscoso composto por 60% de água, 30% de sais minerais e 10% de substâncias orgânicas, sendo duas delas altamente tóxicas: a putrescina e a cadaverina. A sua formação começa aproximadamente seis meses após o óbito, quando começa a decomposição das partes moles. Sua cor é castanho-acinzentada ou preta, e além do conteúdo orgânico, nele também há metais pesados (oriundos dos adereços metálicos dos caixões), substâncias farmacológicas, formaldeídos e metanol (estes dois últimos utilizados em embalsamamentos).

## Risco ambiental
O necrochorume representa o principal risco ambiental causado pelos cemitérios, uma vez que o solo atua como filtro das impurezas colocadas sobre ele ou em suas camadas mais superficiais, sendo que a prática dos sepultamentos, se não for feita com o atendimento das regras ambientais, pode causar vários tipos de poluição: a atmosférica, a do solo e em especial a da água, uma vez que a contaminação pode atingir o lençol freático e/ou os aquíferos.